# 나쁜 녀석들 (드라마)
《나쁜 녀석들》은 2014년 10월 4일부터 2014년 12월 13일까지 OCN에서 방영된 드라마이다. 방송전부터 내로라하는 연기파 배우들이 그간 쌓아온 신사도와 발랄함을 벗어던지고 이미지 변신을 시도했다는 점과 전과자들을 이용해 범죄자를 잡아들인다는 파격적인 스토리로 많은 화제를 모았고 방송직후, 주연들은 말할것도 없고 극중 범죄자로 나오는 단역 배우들조차도 안정된 연기력을 선보였고 드라마 자체도 시원스러운 전개를 보여주며 신드롬에 가까운 대인기를 끌었다. 제작사 측도 반응을 느꼈는지 시즌 2를 제작한다고 발표했다.

## 줄거리
어느날, 연쇄살인범을 쫓던 한 경찰이 살인범에게 제압당해 사망했다. 이후 남구현 청장은 오래전 정직당한 오구탁 경위를 비밀리에 복직시켜 여러 가지 미제사건들을 해결하라고 지시했고 어린 나이에 경감자리에 오른 엘리트 여경 유미영을 파트너로 붙여준다. 구현의 지시를 받은 구탁은 기상천외한 방법을 생각해낸다. 바로 교도소에 수감된 전과자들을 이용하는 것. 이후 악명높은 조직폭력배 박웅철, 살인이 생업인 청부살인범 정태수, 높은 아이큐를 소유한 천재싸이코 이정문까지 한자리에 모이게 된다. 하지만 생판 모르는 사이인 이들은 팀워크를 맞추기는커녕 서로를 견제하며 기싸움하느라 바빴고 이들을 관리해야 하는 유미영조차도 그들을 짐승취급하며 못마땅하게만 여긴다. 과연 나쁜 녀석들의 나쁜놈 잡기는 어떻게 될까?

## 등장 인물
(†) 표시는 드라마 상으로 사망한 인물입니다.

### 주요 인물
- 김상중 : 오구탁 역 - 본작의 메인 남주인공. 형사
- 마동석 : 박웅철 역 - 본작의 메인 남주인공. 조직 폭력배
- 박해진 : 이정문 역 - 본작의 메인 남주인공. 천재 싸이코패스 연쇄 살인범
- 조동혁 : 정태수 역 - 본작의 메인 남주인공. 살인 청부업자
- 강예원 : 유미영 역 - 본작의 메인 여주인공. 경감

### 경찰 측 세력들
- 강신일 : 남구현 역(†) - 경찰청장

### 정태수 주변 인물
- 민지아 : 박선정 역

### 그 외 인물들
- 박정학 : 이두광 역(†) - 동방파 보스
- 김태훈 : 오재원 역 - 본작의 진 최종 보스. 부패한 특임검사

#### 1회: 미친개들
- 김정학 : 박창준 역 - 2년 전 오구탁의 파트너형사
- 황승언 : 양유진 역 - 과거 이정문의 여자친구
- 권재현 : 김 형사 역 - 서울지방경찰청 형사, 황경순의 하수인
- 강문경 : 형사 역
- 김기현
- 김상일 : 방송 진행자 역
- 김춘기
- 김혜란
- 박영수 : 마성범 역 - 룸싸롱 사장
- 백종건 : 재소자 역
- 오승찬
- 이승훈
- 이정한 : 이정문 호송 교도관 2 역
- 이현아
- 최익준 : 이정문 호송 교도관 1 역
- 한진석 : 조폭 역

#### 2회: 무법자
- 김병춘 : 연쇄살인마 역 - 철물점 사장, 서울 동북부지역 연쇄살인사건 범인
- 김종구 : 임종대 역 - 전당포 사장, 태수의 스승
- 주민하 : 배지연 역 - 살인사건 피해여성
- 김서영
- 이수진
- 남진복 : 조동수 역 - 서울 남부지역 연쇄살인사건의 범인
- 이규호 : 덩치 역 - 박웅철의 부하 1
- 박효준 : 윤철주 역 - 박웅철의 직속부하

#### 3회: 인간시장 & 4회: 나쁜 놈이 너무 많다
- 권재현
- 김선빈 : 양시철 역 - 장기를 적출해 팔아먹는 일명 통나무 장수
- 허태희 : 장철규 역 - 비리 검사
- 서혜진 : 신소정 역 - 인신매매사건 피해여성
- 성낙경 : 박인매 역 - 인신매매범
- 송형수
- 박성균 : 징계위원회 간부 1 역
- 이대승
- 성현준
- 김지훈 : 리만학 역 - 영등포 차이나타운에서 활동하는 조선족 출신의 인신매매 및 인육·장기 도매단의 수장
- 남태부 : 조선족 3 역 - 리만학의 부하
- 이종신 : 공범 역 - 인신매매 중개업자, 양시철의 공범
- 전헌태 : 경찰서장 역
- 박원호 : 폰팔이 역
- 김성태
- 김수홍
- 동윤석
- 성찬호 : 징계위원회 간부 2 역
- 이철희 : 주정국 역 - 심부름센터 직원
- 이용녀 : 황경순 역 - 통칭 '황여사'. 서울 인신매매 네트워크의 최상 위에 위치한 인물
- 정승우 : 심부름센터 사장 역
- 윤종원 : 황경순의 부하 2 역
- 이규섭 : 황경순의 부하 3 역
- 최현준
- 문정수 : 강춘구 역 - 인신매매범
- 차기주
- 최교식 : 사채피해남성 역
- 신태건
- 주성환 : 차우진 역 - 경찰특공대장
- 이지선
- 유한솔
- 박승희
- 이석원
- 오경민
- 신주호
- 이석원 : 황경순의 부하 1 역

#### 5회: 살인의 이유
- 최규환 : 장명진 역 - 엽총살인사건 범인
- 김재승 : 우현우 역 - 살인청부업자, 사격장 운영
- 송원석 : 이두광의 부하 역
- 진현광 : 강석호 역 - 삼진전기 간부
- 최효상 : 이덕기 역 - 삼진전기 사장
- 이설구 : 조선족 2 역 - 서울 지역 마약 총판매를 담당하는 조직의 우두머리
- 박성택 : 김도식 역 - 살인청부 중개업자
- 이병규
- 천소라 : 엽총난사사건 인질녀 역
- 정수인 : 김미애 역 - 강석호의 여자친구, 엽총난사사건 피해자
- 변상윤
- 민상우
- 박윤식
- 성소윤
- 최현수
- 황보라
- 오중석
- 김영철
- 최석필
- 이창훈
- 김은순
- 안성건 : 장명진 검거 형사 역
- 김희열
- 권정민
- 이율
- 임욱진 : 이두광의 부하 역
- 우정국 : 고창식 역 - 조선족 1. 장명준과 함께한 공범으로 상사들의 비리로 삼진전기에서 해고되어 함께 범행을 저지름

#### 6회: 필사의 추적
- 박정우 : 손문기 역 - 종로파 보스
- 구중림 : 봉만춘 역 - 혜화파 보스
- 정미남 : 강성훈 역 - 이태원파 보스
- 이두경 : 차강국 역 - 신촌파 보스
- 류성훈 : 이석진 역 - 동대문파 보스
- 김태균
- 홍도성
- 추교진
- 홍주형
- 최민 : 윤동식 역 - 손문기의 부하

#### 7회: 사선에서
- 안병경 : 박준철 역 - 前 살인청부 중개업자, 도청 전문가
- 최창균
- 손세빈 : 우현우의 약혼녀 역
- 이철희
- 기세형 : 강두만 역 - 킬러
- 이재성
- 박지홍 : 장수철 역 - 박종석의 부하
- 김광태
- 남성진 : 김동호 역 - 정신과 전문의
- 허재호 : 차실장 역 - 본작의 중간 보스. 오재원의 부하
- 조재룡 : 차진만 역 - 콜때기 기사
- 지성환 : 미래통신 건달 역
- 허동원 : 최형사 역
- 박래정
- 장태민
- 오기환
- 정호

### 아역
- 김혜윤 : 오지연 역 - 오구탁의 딸
- 이수혁 : 남민준 역 - 남건욱의 아들
- 전진서 : 김영준 역 - 사채피해남성의 아들

### 특별출연
- 권해성[1] : 남건욱 역 - 남구현의 아들, 도북서 강력 2팀의 경위 (1~2회)
- 장선호 : 박종석 역 - 정태수와 동문인 청부살인 업자. 스승 임종대와 사제 우현우를 살해한 진범으로 상위 5%급의 최고 프로 킬러 중 한 명
- 송형수 : 최사장 역 - 신길동에서 대포폰 업체인 FC 미래통신을 운영
- 반상윤

## 일본판 성우진
- ? : 오구탁(김상중)
- ? : 박웅철(마동석)
- ? : 정태수(조동혁)
- ? : 이정문(박해진)
- ? : 유미영(강예원)
- 히우라 벤 : 남구현(강신일)
- 카자마 모리오 : 이두광(박정학)
- 우가키 히데나리 : 김동호(남성진)
- 쵸 카츠미 : 연쇄 살인마(김병춘)
- 나라 토오루 : 박종석(장선호)

## 같이 보기
- 나쁜 녀석들: 악의 도시
- 나쁜 녀석들: 더 무비
- 나쁜 녀석들 시리즈

| OCN 오리지널 시리즈 (토일) | OCN 오리지널 시리즈 (토일)                       | OCN 오리지널 시리즈 (토일)                       |
| 이전 작품                  | 작품명                                           | 다음 작품                                        |
| -------------------------- | ------------------------------------------------ | ------------------------------------------------ |
| -                          | 나쁜 녀석들 (2014년 10월 4일 ~ 2014년 12월 13일) | 실종느와르 M (2015년 3월 28일 ~ 2015년 5월 30일) |

<onlyinclude>
펼침/접힘 설정: 현재 기본값 autocollapse
이 틀이 처음 나타날 때의 가시성을 설정하려면 |state= 매개변수를 쓰세요.
- |state=collapsed: 접어서 나타내려면 {{나쁜 녀석들 (드라마)|state=collapsed}}
- |state=expanded: 펼쳐서 나타내려면 {{나쁜 녀석들 (드라마)|state=expanded}}
- |state=autocollapse: {{나쁜 녀석들 (드라마)|state=autocollapse}}
  - {{둘러보기 상자}}, {{사이드바}} 등의 다른 접기 가능 표가 있으면 접어서 표시
  - 다른 접기 가능 항목이 없으면 펼쳐서 표시

|state= 매개변수가 설정되지 않은 경우, 초기 가시성은 이 틀의 |default= 매개변수에서 가져옵니다. 이 페이지의 틀은 현재 autocollapse입니다.

1. ↑  엔딩크레딧에는 본명인 '권민'으로 되어있다.